# Sainte-Montaine
Sainte-Montaine è un comune francese di 205 abitanti situato nel dipartimento del Cher, nella regione del Centro-Valle della Loira.

## Società

### Evoluzione demografica
Abitanti censiti